# Jason Rogers
Jason Rogers, född den 14 april 1983 i Houston, Texas, är en amerikansk fäktare som tog OS-silver i herrarnas lagtävling i sabel i samband med de olympiska fäktningstävlingarna 2008 i Peking.